# Roger Vailland
Roger Vailland, (16. října 1907 Acy-en-Multien – 12. května 1965 Meillonnas, Francie) byl francouzský spisovatel.

## Život
Po literárních začátcích ve skupině Le Grand Jeu (Vysoká hra) se věnoval více než 15 let novinářství. Jeho literární dílo navazuje na linii francouzské literatury vedoucí od kardinála de Retz přes Choderlose de Laclos ke Stendhalovi.
Do skupiny Le Grand Jeu patřili René Daumal, Roger-Gilbert Lecomte, A. Rolland de Renéville, Josef Šíma.

## Dílo
- Povedená hra (Drole de jeu, 1945);
- Zdravé nohy zdravé oči (Bon Pied Bon Oeil,1950;
- Prohry (Les Mauvais coups, 1948]; český překlad Dagmar Steinová);
- Osamělý mladý muž (Un jeune hommeseul, 1951);
- Výlet do hor (Beau Masque, 1954);
- 325.000 franků (325.000 francs, 1955);
- Zákon (La Loi, 1957);
- Slavnost (La Fete, 1960);
- Pstruh (La Truite, 1964);

divadelní hry:
- Helois a Abelard (1947);
- Doznání plukovníka Fostera (La colonel Foster plaider coupable, 1955);
- Pan Jan (Monsieur Jan, 1958);

řada esejů, několik cestopisů, studie, filmové scénáře